# Vedres István

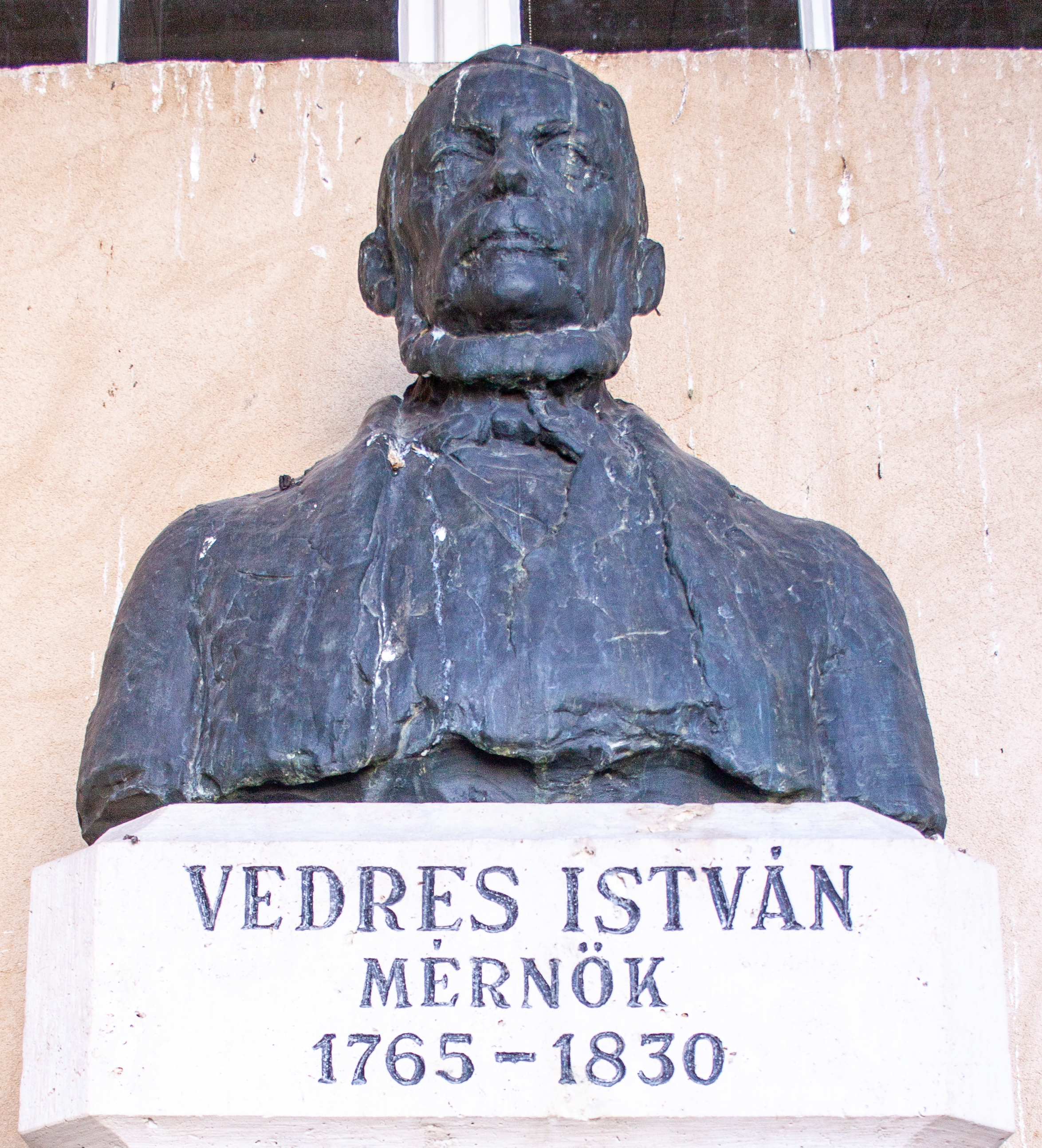
Mellszobra a szegedi Dóm téren

Vedres István (Szeged, 1765. szeptember 22. – Szeged, 1830. november 4.) magyar mérnök, építész, gazdasági–műszaki szakíró.

## Életpályája
Polgári családba született 1765. szeptember 22-én Szegeden. Piarista diák volt, majd tanulmányait a pesti tudományegyetem bölcsészeti karán folytatta. A Mérnöki Intézet (Institutum Geometricum) első mérnöki diplomát szerzett hallgatóinak egyike volt 1786-ban. Rögtön Szeged város alkalmazásába állt mérnökként, majd főmérnökként; ezt a hivatalt nyugdíjazásáig 1812-ig töltötte be. A városi közmunkák irányítójaként első feladatai között volt a futóhomok megkötése Csengele környékén fásítással (1789), majd a szőreg-gyálai határ a vízrendezése és ármentesítése. 1805-ben írt gazdasági–műszaki röpiratában Soroksár–Kecskemét–Kiskunfélegyháza–Szeged vonalvezetésű Duna–Tisza-csatorna, szegedi kereskedelmi kikötő és közraktár létesítése mellett érvelt. Számos csatornatervet készített, víztározók létesítését, tógazdaságok kialakítását, a rizstermelés fejlesztését javasolta. Vedresházán, birtokán mintagazdaságot hozott létre. Építészként középületeket, többek között iskolát és kórházat tervezett. A vízgazdálkodás kérdései egész életében foglalkoztatták: a tiszántúli árapasztó csatornára készített tervét halála évében jelentette meg. A műszaki és gazdasági kérdések egységes szemlétű tárgyalásával a magyar nyelvű műszaki–gazdasági szakirodalom egyik megteremtője, a reformkor gazdaságpolitikai elképzeléseinek előfutára volt, ezzel – elsősorban vízgazdálkodási téren – nagy hatás gyakorolt Széchenyi Istvánra is. Szépíróként Dugonics András köréhez csatlakozott, verseket, színdarabokat írt, Aesopust fordított, hatalmas könyvtárat gyűjtött. A magyar irodalom és a magyar nyelvű színjátszás iránti elkötelezettségét jelzi, hogy az 1799 és 1804 között tervei szerint épült szegedi városháza adott otthont a város első nyilvános színháztermének, melyet – elhelyezkedése alapján – "curiális házbéli theátrumnak" neveztek. Egyike volt a Magyar Tudományos Akadémia megalapítóinak, 1800-ban az ő szervezésében jött létre az első nyilvános hangverseny Szegeden.

## Főbb művei (szakirodalom, szépirodalom)
- A magyar nyelvnek a magyar hazában való szükséges voltát tárgyazó hazafiúi elmélkedések (Bécs, 1790)
- A Haza szeretete, avagy Nemes Szeged városának a töröktől való elvétele – négyrészes vitézi játék (színielőadás, Szeged, 1803)
- A Tiszát a Dunával öszvekapcsoló új hajókázható csatorna [...] (Szeged, 1805; németül: Bécs, 1807 (Magyar irodalmi ritkaságok (14.). Egyetemi Nyomda, Szeged. 1932)
- Egy nemzeti jószág, melyet Magyarország [...] javára szerzett (Szeged, 1807)
- A bankótzédulák elenyésztethetésérül (Szeged, 1807)
- Étska kisded rajzolattya (Pest, 1817)
- A sivány homokság használhatása (Szeged, 1825)
- A tul a tiszai nagyobb árvizek eltéríthetésérül egy két szó (Pest, 1830)

## Emlékezete
- Nevét utca viseli Szeged Újszeged városrészében.
- 1952 óta nevét viseli az 1949-ben Állami Ipari Gimnázium néven Szegeden létrehozott volt építőipari szakközépiskola; jelenlegi neve Szegedi SZC Vedres István Technikum.[3]
- Vedres István bronz mellszobrát (Schaár Erzsébet alkotása) születésének bicentenáriumán avatták a szegedi Dóm tér körbefutó Nemzeti Emlékcsarnokában.
- Szobra áll a Maros torkolatánál levő gátörház előtt.
- Születésének 250., illetve halálának 185. évfordulója alkalmából 2015-ben Szegeden szakmai szervezetek és a városi önkormányzat Vedres-emlékév keretében nagyszabású programsorozatot rendeztek.
- A Vedres-emlékév programjainak részeként a Szeged folyóirat emlékszámot jelentetett meg, a Somogyi Károly Városi és Megyei Könyvtár kiállítást rendezett Szeged Széchenyije címmel.
- 2015-ben szakmai szervezetek Vedres István-díjat alapítottak. A kitüntetettek Szemerey-Kiss Balázs szobrászművész plakettjét kapják.